# Fighting (film)
Fighting er et actiondrama fra 2009, instrueret af Dito Montiel og med et filmmanuskript af Robert Munic og Montiel, med Channing Tatum, Terrence Howard, Luis Guzmán, Brian White, Flaco Navaja og tidligere Strikeforce Mellemvægtsmester Cung Le. Den havde premiere den 24. april 2009 i USA og blev distribueret af Rogue Pictures.